# Lionel Percy Smythe
Pour les articles homonymes, voir Smythe.
Lionel Percy Smythe, né le 4 septembre 1839 à Londres et mort le 10 juillet 1918 à Wimereux, est un peintre et graveur britannique.

## Biographie
Lionel Percy Smythe est le fils illégitime de Percy Clinton Sydney Smythe, 6e vicomte Strangford et Katherine Benham. Il naît à Londres en 1839 et passe ses premières années en France, où sont nés sa sœur cadette et son frère. La famille retourne à Londres en 1843 et vit à Gloucester Crescent, Camden. Smythe fait ses études à la King's College School. Il étudie aussi en France et passe des vacances à Wimereux sur la Côte d'Opale avec son beau-père William Morrison Wyllie (en) et sa famille. Il suit une formation artistique à la Heatherley School of Fine Art. Il est le demi-frère des artistes William Lionel Wyllie et Charles William Wyllie.
Smythe expose à la Royal Academy à partir de 1863 (devenant membre en 1911) et au Royal Institute of Painters in Water Colours (en) à partir de 1881 (devenant membre en 1880). Il devient membre de la Royal Watercolour Society en 1894. Smythe peint des paysages ruraux, des scènes de genre et maritimes, des personnages et des animaux.
Smythe et sa femme Alice font de fréquents voyages en France et s'installent dans le Pas-de-Calais en 1879, dans une ancienne forteresse napoléonienne sur la côte à Wimereux, jusqu'à ce que le bâtiment soit inondé par la mer. Par la suite, ils s'installent, en 1882, au Château d'Honvault sur une colline entre Wimereux et Boulogne-sur-Mer. Le couple a trois enfants, dont Minnie Smythe, qui deviendra artiste peintre. Smythe vit et travaille à cet endroit jusqu'à sa mort en 1918, la campagne et la vie rurale de la région devenant la principale source d'inspiration de son art.

## Œuvres
- The Arabian Nights (1865)[2]
- Shorthanded (1874, marine)
- Field of the cloth of gold: Twixt Calais and Guines (1883)[3]
- Mowers with elm trees[3]
- The First Buds of Spring (1885)
- Springtime (1885)
- Germinal (1889)
- Harvesters returning
- Children fording a river by a continental town (1891)
- Boulogne fishing folk (1893)[4]
- La Tricoteuse
- Bleaching linen (pre 1896)
- Caught in the frozen palms of spring
- Spring outing
- Under the Greenwood Tree (1902)
- The Farmyard at Château d'Honvault, Wimereux (1908)
- The Adoration (1909)
- The Harvester (1910)
- Summer
- Shrimpers
- A Thick Night Off the Goodwins (marine)
- The Bait Digger (1910)
- When life is hard its better to be young (1911)
- Hounds

## Galerie

Œuvres de Lionel Percy Smythe
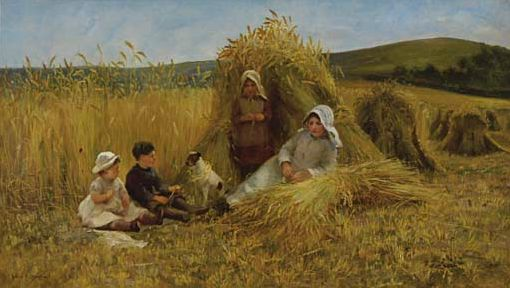
The Midday rest.
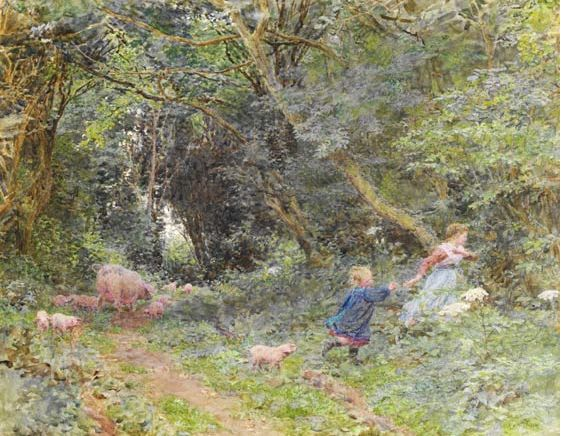
Under the Greenwood Tree (1902).
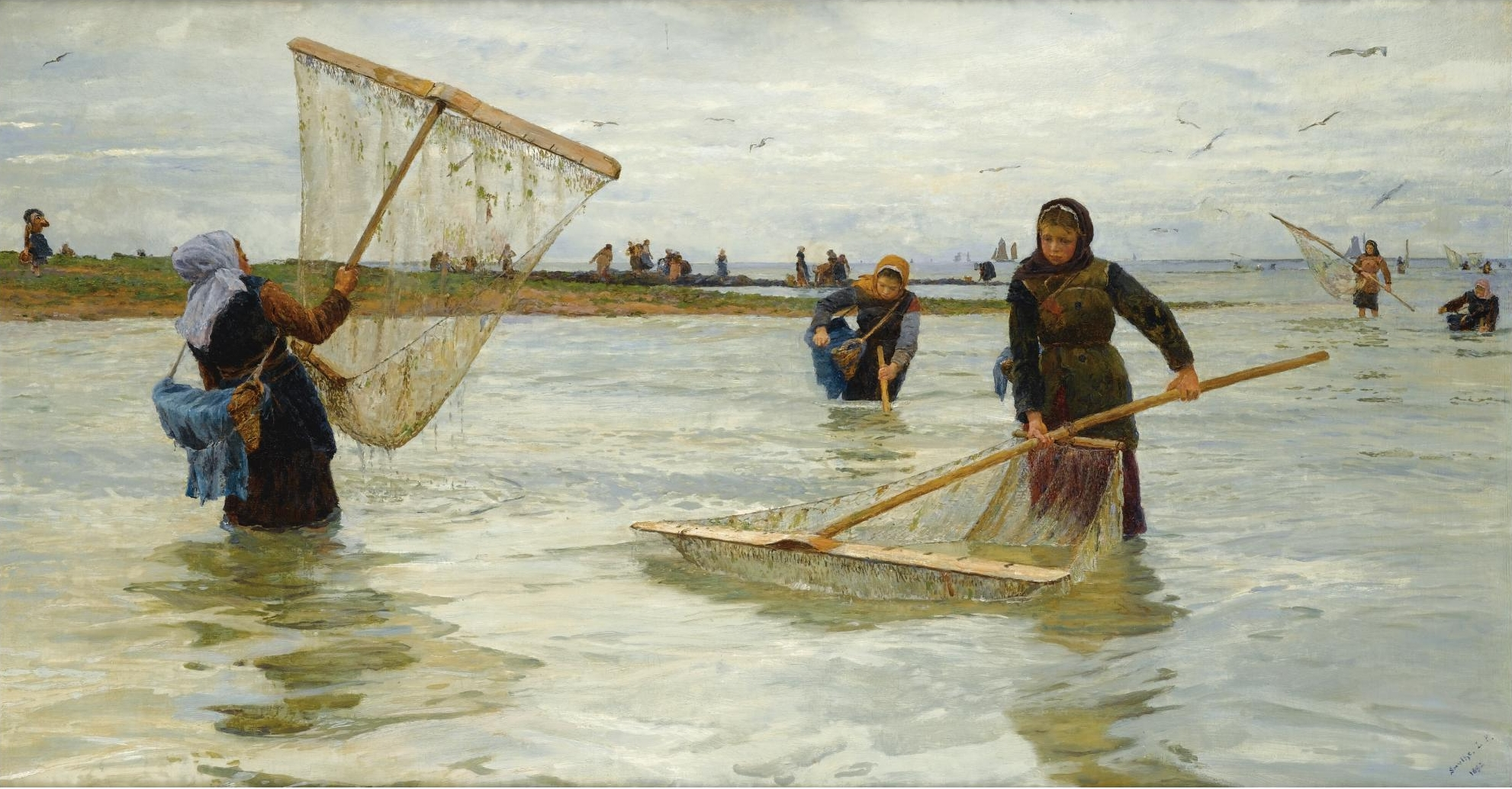
Shrimpers (1882).